# NGC 941
NGC 941 è una galassia a spirale intermedia situata nella costellazione della Balena, a una distanza di circa 66 milioni di anni luce dalla nostra Via Lattea.

## Scoperta
La galassia è stata scoperta il 6 gennaio 1785 dall'astronomo britannico di origine tedesca William Herschel.

## Descrizione
NGC 941 ha una classe di luminosità III e presenta una larga riga a 21 cm dell'idrogeno neutro.
Wolfgang Steinicke e Seligman classificano questa galassia come spirale barrata, ma la presenza della barra non è evidente nell'immagine ripresa dallo studio SDSS. La classificazione di spirale intermedia (SAB) proposta da NASA/IPAC appare più corrispondente alle immagini.
Data la sua luminosità superficiale pari a 14,12, NGC 941 può essere classificata come una galassia a bassa luminosità superficiale (nella letteratura in lingua inglese abbreviata in LSB, acronimo di Low Surface Brightness). Le galassie LSB sono galassie di tipo diffuso (D) con una luminosità superficiale inferiore di almeno una magnitudine a quella del cielo notturno circostante

## Supernova
Il 6 febbraio 2005, all'interno di NGC 941 è stata scoperta la supernova SN 2005ad a Yamagata in Giappone dall'astronomo giapponese Koichi Itagaki. La supernova è stata classificata di tipo II.

## Gruppo di NGC 936
Secondo lo studio di Garcia del 1993, NGC 941 fa parte del Gruppo di NGC 936 assieme a NGC 955, UGC 1862, UGC 1981, MCG -1-7-20 e UGC 1945. Secondo Richard Powell, anche UGC 1839 fa parte di questo gruppo.